# Pont de Pusan-Geoje
La liaison Pusan-Geoje ou liaison Busan-Geoje' est un ensemble d'ouvrages d'art de 8,2 km qui relie la ville de Pusan à  l'île de Geoje. Il est composé d'un tunnel et de deux ponts prenant appui sur deux îlots intermédiaires. Son nom est le "pont Geoga" (거가 대교). Il fut ouvert au public le 13 décembre 2010 et raccourcit la distance à parcourir de 60 km entre Busan et l'île de Geoje. Ce pont possède deux voies de chaque côté et fait partie de la route nationale 58.

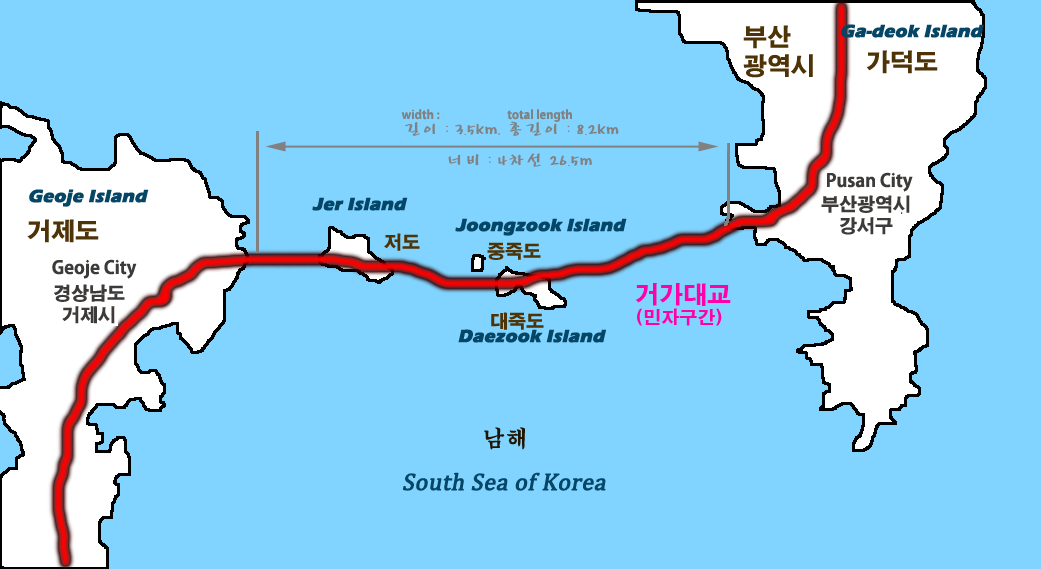
Carte du pont de Busan-Geoje

Cette construction facilite l'accueil de touristes sur l'île de Geoje. Cela permet également d'économiser 300 millions de dollars grâce au raccourcissement de la distance entre les deux villes reliées.
La première section consiste en un tunnel immergé long de 3,2 km descendant à 48 mètres sous la mer et reliant le continent à l'île de Jungjuk. Le passage entre l'île de Jungjuk et celle de Jeo est assuré par un pont à haubans comprenant trois pylônes avec une portée principale de 230 mètres (2 fois) pour une longueur totale de 1,65 km. Le plus grand des ponts relie Jeo avec Geoje. D'une longueur totale de 1,87 km, c'est aussi un pont à haubans avec deux pylônes hauts de 156 mètres pour une portée de 475 mètres.
Construit par un consortium mené par Daewoo Engineering & Construction, le coût du projet a été estimé à 1,8 milliard de dollars financé par un partenariat public-privé avec un contrat de 40 ans, le gouvernement assurant un quart des coûts. Le refinancement est assuré par un péage. 